# Waldershof
Waldershof è un comune tedesco di 4 572 abitanti, situato nel land della Baviera.